# Top Secret – Zwei Plappermäuler in Australien
Top Secret – Zwei Plappermäuler in Australien (Our Lips Are Sealed) ist eine US-amerikanische Filmkomödie aus dem Jahr 2000. Ashley Olsen und Mary-Kate Olsen spielten die Hauptrollen.

## Handlung
Die beiden Parker-Zwillinge werden Zeugen eines Juwelendiebstahls. Durch ihre Aussage vor Gericht kann der Dieb verurteilt werden. Der Onkel des Diebes schwört allerdings Rache. Daraufhin kommt die Familie Parker in das amerikanische Zeugenschutzprogramm. Sie erhalten eine neue Identität mit neuem Wohnort.
Jedoch haben die Parkers ein kleines Problem. Sie können kein Geheimnis für sich behalten. So kommt es, dass sie sich in ihren neuen Identitäten sehr schnell verraten. So bekommen sie eine weitere neue Identität; auch dort verrät sich schnell wieder einer, und so geht es noch mehrmals.
Schließlich ist die ganze Landkarte der USA mit kleinen Fähnchen vollgesteckt, wo die Parkers kurzfristig mit einer neuen Identität untergetaucht waren. Also bleibt nur noch Australien als Zufluchtsort.
In Australien tauchen schließlich entfernte Verwandte des Diebes auf. Diese wurden von dem Onkel auf die Suche nach den Parker-Zwillingen geschickt. Denn der gestohlene Diamant ist spurlos verschwunden. Dieser wurde von dem Dieb den Zwillingen heimlich zugesteckt, was diese bisher nicht gemerkt haben. Nach einigen Verwicklungen können die Parker-Zwillinge zusammen mit der Surferin Kathryn Smith, die sich als eine FBI-Agentin erweist, die Gangster stellen.

## Kritiken
Brian Webster kritisierte auf www.apolloguide.com, die Handlung wäre „dünn wie Papier“ („paper-thin“). Weder die Charaktere noch die Gags wären besonders kreativ.
Der Filmdienst urteilte: „Ganz auf die bekannten Olsen-Zwillinge abgezirkelte Teenager-Komödie, die nur leidlich unterhält, weil sich die Gags schnell abnutzen.“